# Sant'Ambrogio di Valpolicella
Sant'Ambrogio di Valpolicella là một đô thị ở tỉnh Verona trong vùng Veneto của Ý, có cự ly khoảng 120 km về phía tây của Venice và khoảng 15 km về phía tây bắc của Verona. Tại thời điểm ngày 31 tháng 12 năm 2004, đô thị này có dân số 10.656 người và diện tích là 23,5 km².
Đô thịSant'Ambrogio di Valpolicella có các frazioni (đơn vị trực thuộc, chủ yếu là các làng) Domegliara, Ponton, Monte, San Giorgiovà Gargagnago.
Sant'Ambrogio di Valpolicella giáp các đô thị: Cavaion Veronese, Dolcè, Fumane, Pastrengo, Pescantina, Rivoli Veronesevà San Pietro in Cariano.